# Ульмет
Ульмет (нем. Ulmet) — община в Германии, в земле Рейнланд-Пфальц. 
Входит в состав района Кузель. Подчиняется управлению Альтенглан.  Население составляет 721 человек (на 31 декабря 2010 года). Занимает площадь 7,10 км².